# Międzynarodowy Festiwal Teatralny „Demoludy”
Międzynarodowy Festiwal Teatralny „Demoludy”, znany w formie skróconej również jako „Demoludy” – festiwal teatralny organizowany przez Teatr im. Stefana Jaracza w Olsztynie. Powstał w 2007 roku.

## Idea powstania
Pomysłodawcami „Demoludów”, jak i jego nazwy byli Andrzej Bartnikowski i Mariusz Sieniewicz Za ideę festiwalu przyjęto tworzenie przestrzeni dla wielokulturowego dialogu krajów byłego bloku wschodniego, których dziedzictwo stanowi punkt wyjścia do określania na nowo swojej tożsamości.

To nie jest festiwal, który byłby nostalgią za mrocznymi czasami socjalizmu, ale otwarcie na dramaturgię Europy Środkowej i Wschodniej. [...] Chcemy przełamać stereotyp Rosji ciemnej, putinowskiej, która nie chce naszego mięsa i wywołuje wojny dyplomatyczne. Nam artystom nie wolno odwrócić się od kultury rosyjskiej, źródła inspiracji, dlatego zwracamy się ku rosyjskiej duszy, inteligencji.

Oprócz spektakli teatralnych, w ramach festiwalu odbywają się liczne imprezy towarzyszące – koncerty, spotkania z artystami, czytania performatywne dramatów, dyskusje, warsztaty aktorskie, instalacje teatralne i edukacyjne.

## Dyrektorzy festiwalu
Dotychczasowi dyrektorzy artystyczni festiwalu
- Agnieszka Lubomira Piotrowska (edycje 2007 i 2008)
- Marcin Zawada (2009–2015)

## Edycje „Demoludów”
IX Międzynarodowy Festiwal Teatralny Demoludy-Nowa Europa 2015
- data: 20-24 października 2015
- temat wiodący: Nowa Europa  Spektakle:
- Bal, czyli wieczór zapoznawczy. Gra zespół Variete (Polska)
- Teatr im. Stefana Jaracza (Olsztyn, Polska) W stanie zagrożenia
- Ma Fundacja (Warszawa, Polska) Rewolucja balonowa
- Divadlo Na zabradli(inne języki) (Praga, Czechy) Divadlo Gocar
- Divadlo Na zabradli(inne języki) (Praga, Czechy) Velvet Havel
- Orkeny Istvan Szinhaz(inne języki) (Budapeszt, Węgry) Maria Stuart

VIII Międzynarodowy Festiwal Teatralny Demoludy 2014
- data: 21-25 października 2014
- temat wiodący: Obcy-Inny-Swój   Spektakle:
- Teatr Piosenki - Impart (Wrocław, Polska) Leningrad
- Teatr im. Stefana Jaracza (Olsztyn, Polska) Skórka pomarańczowa
- Forte Company&Szkene Theatre (Budapeszt, Węgry) – Notatnik
- Qendra Multimedia (Prisztina, Kosowo) Zburzenie Wieży Eiffla
- Theater Pentru Putini (Bukareszt, Rumunia) Del Duma, powiedz im o mnie!
- Fundacja Sztuki Orbis Pictus (Polska) Samospalenie
- Bitef Theatre(inne języki) (Belgrad, Serbia) Maja i ja i Maja

VII Międzynarodowy Festiwal Teatralny Demoludy 2013
- data: 19-23 listopada 2013
- temat wiodący: Światy euforii, nostalgii i zatracenia

Spektakle:
- Divadlo Na zábradlí (Praga, Czechy) V+W
- Teatr im. Józefa Katony, (Budapeszt, Węgry) MUSIK, MUSIKK, MUSIQUE
- Teatr Narodowy (Bukareszt, Rumunia) DZIEWCZYNA Z KINA TĘCZA
- Teatr im. Stefana Jaracza w Łodzi, Polska MARZENIE NATASZY (reż. Nikołaj Kolada)

VI Międzynarodowy Festiwal Teatralny Demoludy 2012
- data: 17-20 października 2012
- temat wiodący: Wolność zamiast kwiatów

Spektakle:
- Teatr.doc (Moskwa), DWÓCH W TWOIM DOMU
- Teatr im. Józefa Katony (Budapeszt) PREZYDENTKI (reż. Tamás Ascher)
- Teatr Act (Bukareszt) ZABAWY NA PODWÓRKU
- Litewski Narodowy Teatr Dramatyczny (Wilno) CHAOS (reż. Yana Ross)
- Teatr Dramatyczny im. Jerzego Szaniawskiego w Wałbrzychu (Polska) ALEKSANDRA. RZECZ O PIŁSUDSKIM (reż. Marcin Liber)
- Teatr im. Stefana Jaracza w Olsztynie (Polska), KRÓLOWA CIAST

V Międzynarodowy Festiwal Teatralny Demoludy 2011
- data: 17-22 października 2011
- temat wiodący: W krzywym zwierciadle – zdolność do autoironii

Spektakle:
- Karbido (Wrocław) STOLIK
- Maladype Színház (Budapeszt, Węgry) EGG(S)HELL
- Katona József Színház (Budapeszt, Węgry) ZWARIOWALPOCZYMPRZEPADŁ
- Divadlo Buchty A Loutky (Praga, Czechy) LYNCH
- Teatrul Mic (Bukareszt, Rumunia) SADO MASO BLUES BAR (reż. Gianina Cărbunariu)
- Teatrul Tineretului (Piatra Neamț, Rumunia) HERR PAUL/PAN PAWEŁ (reż. Radu Afrim)
- Teatr Ochoty w Warszawie (Warszawa) STARUCHA
- Teatr im. Stefana Jaracza w Olsztynie ZAGINIONA CZECHOSŁOWACJA

Gościem specjalnym Festiwalu był Krzysztof Varga.
IV Międzynarodowy Festiwal Teatralny Demoludy 2010
- data: 5-9 października 2010
- temat wiodący: dramaturgia Czech i Słowacji

Spektakle:
- Boca Loca Lab (Praga, Czechy) EUROPEJCZYCY
- Divadlo Na zábradlí (Praga, Czechy) CUD W CZARNYM DOMU
- Slovenské komorné divadlo (Martin, Słowacja) I BĘDZIEMY SZEPTAĆ...
- Dejvické divadlo (Praga, Czechy) DUNGEONS & DRAGONS. LOCHY I SMOKI
- Bábkové divadlo na Rázcestí (Bańska Bystrzyca Słowacja) SARKOFAGI I BANKOMATY
- Divadlo SkRAT (Bratysława Słowacja) MARTWE DUSZE
- Teatr im. Stefana Jaracza w Olsztynie LEMONIADOWY JOE

Gościem specjalnym Festiwalu był Mariusz Szczygieł.
III Międzynarodowy Festiwal Teatralny Demoludy 2009
- data: 14-19 września 2009
- temat wiodący: dramaturgia krajów byłej Jugosławii

Pokazano spektakle:
- Pozorište Atelje 212 (Belgrad, Serbia); spektakle: „Odumiranje” i „Pomorandžina kora”
- Jugoslovensko Dramsko Pozorište (Belgrad, Serbia); spektakle: „Barbelo, o psima i deci” i „Hadersfild”
- Kamerni Teater 55 (Sarajewo Bośnia); spektakl: „Žaba”
- Slovensko Mladinsko Gledališče (Lublana, Słowenia); spektakl: „Fragile!”
- KUFER Zagrzeb, Chorwacja; spektakl: "O iskrenosti ili odgovornost kapitala"
- Teatr im. Stefana Jaracza w Olsztynie, Polska; spektakl: "Kobieta-bomba"

Gościem specjalnym Festiwalu była m.in. Biljana Srbljanović.
II Międzynarodowy Festiwal Teatralny Demoludy 2008
- data: 8-12 lipca 2008

Teatry uczestniczące:
- Teatr im. Eugene`a Ionesco (Kiszyniów, Mołdawia); spektakl: „Fuck you, Eu.ro.pa!”
- SounDrama Studio (Moskwa, Rosja); spektakl: „Gogol. Wieczory”
- Teatr Open Circle (Wilno, Litwa); spektakl: „Open Circle”
- Teatr Wolny (Mińsk, Białoruś); spektakl: „Strefa milczenia. Tryptyk”
- Teatr Dramatyczny im. Cypriana Kamila Norwida (Jelenia Góra, Polska); spektakl: „Podróż poślubna”
- Teatr Współczesny im. Edmunda Wiercińskiego (Wrocław, Polska); spektakl: „Księga Rodzaju 2”
- Monodram Katarzyny Figury (Warszawa, Polska); spektakl: „Badania terenowe nad ukraińskim seksem”

Poza spektaklami teatralnymi w ramach festiwalu odbyły się również wernisaż prac grupy „Niebieskie Nosy” współtworzonej przez Wiaczesława Mizina i Aleksandra Szaburowa, czytanie performatywne sztuki Nedy Neżdana „Kto otworzy drzwi?”, sztuki Gianiny Cǎrbunariu „mady-baby.edu” oraz sztuki Georgija Gospodinowa „D.J.”. Ponadto, odbyło się również spotkanie z twórcami Teatru Wolnego z Mińska i dziennikarzami Telewizji Biełsat w ramach której odbyła się dyskusja panelowa na temat wolnych mediów.
IV Międzynarodowy Letni Festiwal Teatralny „Na Pomostach. Demo-Ludy.”
- data: 8-14 lipca 2007

W festiwalu udział wzięło łącznie 13 teatrów z Polski, Białorusi i Rosji, a w tym:
- Teatr im. Stefana Jaracza (Olsztyn, Polska); spektakl „Dzień św. Walentego” na podstawie sztuki Iwana Wyrypajewa
- Centrum Kazancewa (Moskwa, Rosja); spektakl „Trusy”
- SoundDrama Studio – Teatr.doc, (Moskwa, Rosja); spektakl „Doc.Tor”
- Teatr Prijut Komendianta, (Petersburg, Rosja); spektakl „Nie-Hamlet”
- Swobodnyj Teatr, (Mińsk, Białoruś); spektakl „Pokolenie jeans”

Partnerem festiwalu było moskiewskie Centrum Meyerholda, reprezentowane przez Pawła Rudnieva. Wśród imprez towarzyszących odbyły się koncert białoruskiego didżeja Laurela, grupy Strachujdiot z Sankt Petersburga, pokazy animacji, czy video art autorstwa Antoniego Grzybka. Festiwal zakończył się pokazem warsztatów aktorskich Michaiła Ugarowa.